# Argizaiola

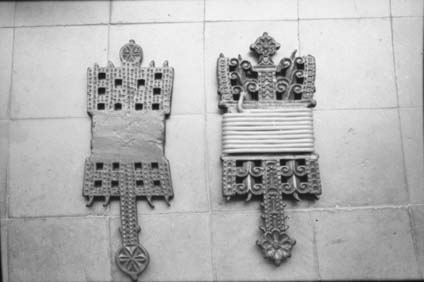
Argizaiola d'une maison de Segura.

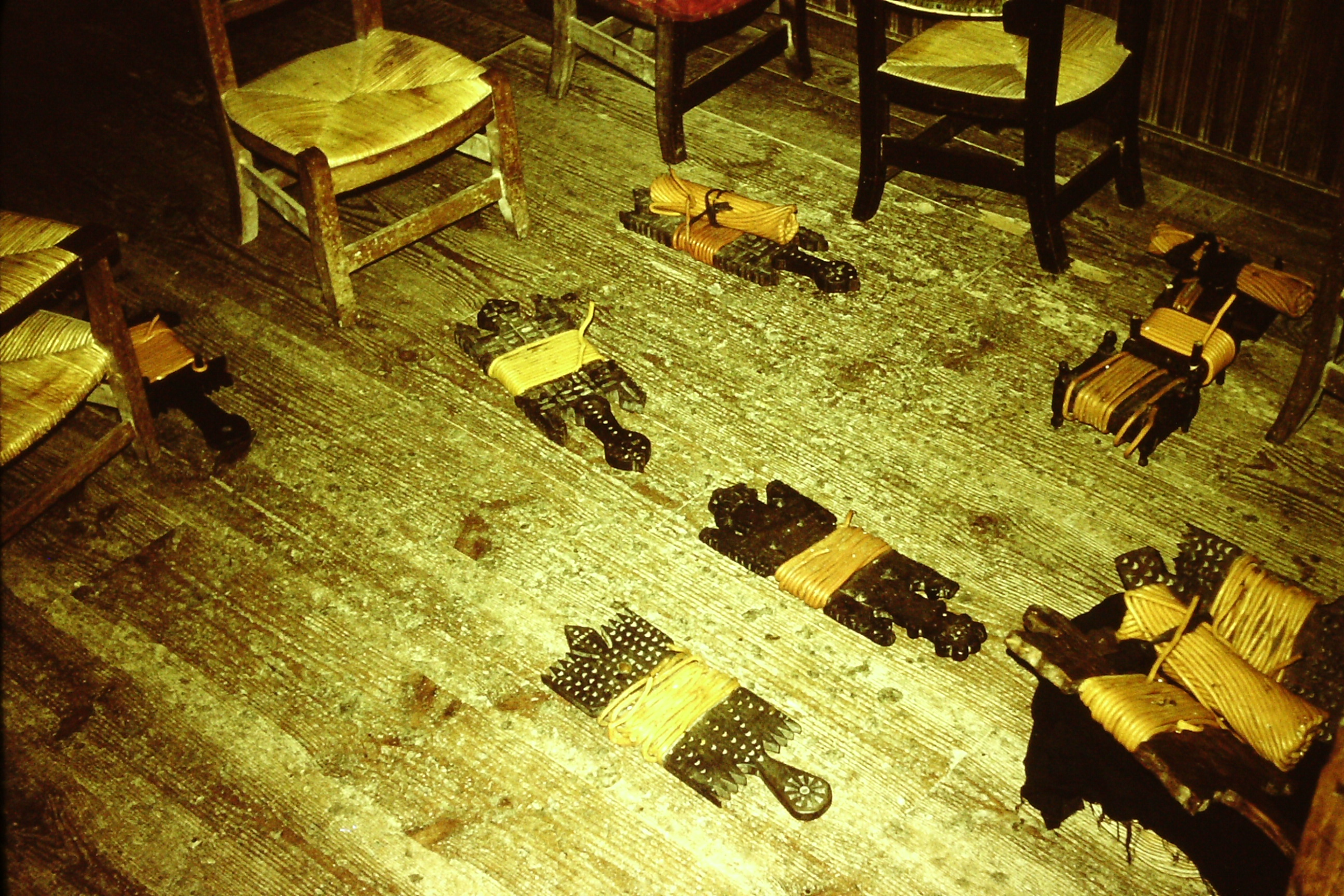
Argizaiolak dans une maison, dans les années 1970.

L'argizaiola ou l'ezkoa est constitué d'une planche de bois autour de laquelle est enroulée une fine bougie de cire. Il est l'un des objets les plus singuliers de la religion au Pays basque. L'argizaiola est un élément qui représente le lien symbolique entre la ferme familiale et l'enterrement, destiné à apporter lumière et chaleur à la personne enterrée. Il perpétue le rite ancien où la femme se tient directement accroupie sur le pierre du jarleku, plus tard sur des chaises. Les femmes étaient généralement responsables de l'éclairage, quelque argent, de la nourriture, de l'entretien des chaises et de l'argizaiola ou ezkoa. Ce sont aussi elles qui veillaient sur les morts.

## Description
L'argizaiola a une forme légèrement anthropomorphe et possède une sorte de manche par lequel il peut être tenu et retourné au fur et à mesure que la cire brûle,.
Hormis la partie centrale contenant la bougie, le reste est généralement décoré de motifs, similaires à ceux que l'on trouve sur les kutxak (coffres) et les pierres tombales (jarleku): motifs géométriques, fleurs stylisées, étoiles, lauburu, quelques figures humaines, etc.
L'idée d'offrir de la lumière aux morts est commune à de nombreuses cultures. Cependant, ce qui fait la particularité du chandelier, outre sa forme et son apparence, c'est que chaque foyer possédait le sien. En règle générale, Etxekoandere (la maitresse de la maison) allumait l'argizaiola ou l'ezko et le plaçait sur la tombe familiale ou jarlekua de l'église locale. Cette coutume a persisté même après qu'on a cessé d'enterrer les morts dans l'église. Aujourd'hui, la coutume d'allumer des argizaiolak n'est maintenue que dans la paroisse d'Amezketa (Guipuscoa), surtout le jour de la Toussaint.
Les collections du gouvernement provincial et du musée de San Telmo contiennent jusqu'à 178 spécimens, datant du XVIe siècle à la fin du XXe siècle.

## Amezketa

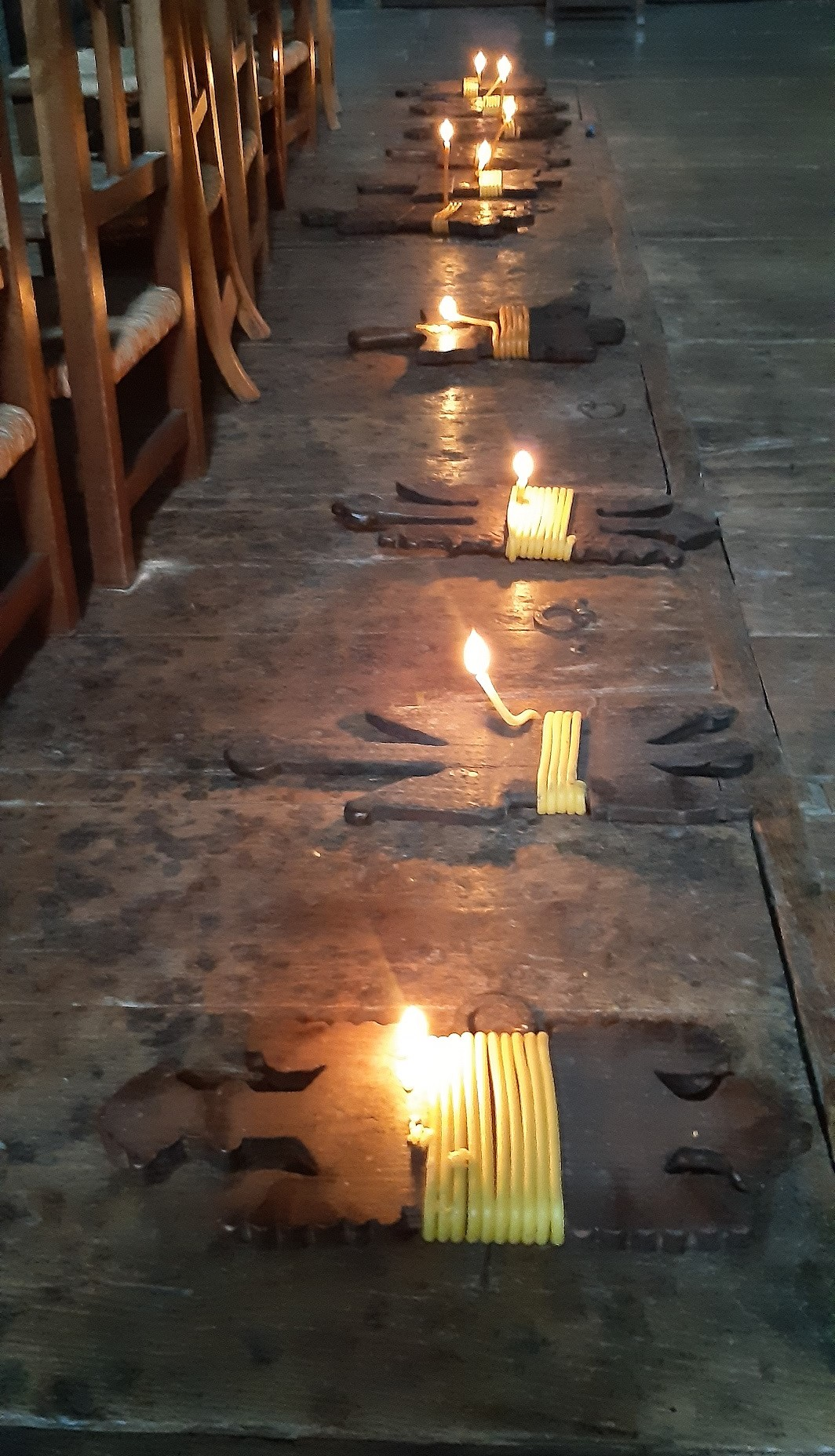
Argizaiolak à Amezketa.

Construite au XVIe siècle, l'église Saint-Barthélemy d'Amezketa conserve dans ses murs la tradition d'allumer les argizaiolak, une tradition transmise de génération en génération et encore préservée aujourd'hui. Amezketa est l'une des dernières paroisses à conserver cette tradition, afin de veiller à la mémoire des défunts sur leurs tombes, qui autrefois étaient enterré sous le plancher en bois de l’église. Cette tradition des argizaiolak s'est propagée aux églises du Pays basque. Son utilisation a commencé au XVIe siècle et se poursuit jusqu'à la fin du XXe siècle. Seulement très peu en font usage maintenant.
Autrefois, chaque famille possédait un tombeau, un lieu clos à l'intérieur de l'église pour y enterrer ses proches. Amezketa en compte plus de 160 alignées de part et d'autre d'une allée centrale, recouverte de grands couvercles en chêne ou en châtaignier. En fait, ils peuvent même être ouverts pour révéler des restes de squelette. Les cimetières ont quitté l'intérieur des églises à partir du XVIIIe siècle, après une loi de Charles III. Des chaises étaient placées sur la tombe par chaque famille,  en plus de l'argizaiola, et ce lors des cérémonies religieuses du dimanche et d'autres jours spécifiques. La Toussaint est aussi un jour particulier, parce que chaque argizaiola de l'église est allumé lors d'une cérémonie spéciale.

## Autres
De 1992 à 2016, le prix Argizaiola était un prix décerné au Salon du livre et du disque basques de Durango qui récompensait les personnes ou les institutions qui travaillent en faveur de la langue et de la culture basques.